# ミュールハウゼン (フランケン)
ミュールハウゼン (ドイツ語: Mühlhausen) は、ドイツ連邦共和国バイエルン州ミッテルフランケンのエアランゲン＝ヘーヒシュタット郡に属す市場町で、ヘーヒシュタット・アン・デア・アイシュ行政共同体を構成する。

## 地理
ミュールハウゼンは、バンベルクの南西、ライヒェン・エブラハ川沿いに位置する。

### 自治体の構成
この町は、公式には6つの地区 (Ort) からなる。このうち小集落や孤立農場などを除く集落を以下に列記する。
- デーヒェルドルフ
- ミュールハウゼン
- シルンスドルフ
- ジンマースドルフ

## 歴史
ミュールハウゼンは、1008年に文献中で初めて言及されている。1800年までにはエグロフシュタイン男爵家の所領となっていた。1806年のライン同盟により、バイエルン領となった。バイエルン王国の行政改革の時代、1818年の自治体令によって現在の自治体が成立した。

## 行政

### 議会
ミュールハウゼンの議会は町長を含む13議席で構成される。

### 紋章
図柄: 右上/左下と斜めに二分割。右上は銀地で赤い舌を出した熊の頭部、下部は赤地に銀の水車が半分描かれている。

## 引用
1. ↑  https://www.statistikdaten.bayern.de/genesis/online?operation=result&code=12411-003r&leerzeilen=false&language=de Genesis-Online-Datenbank des Bayerischen Landesamtes für Statistik Tabelle 12411-003r Fortschreibung des Bevölkerungsstandes: Gemeinden, Stichtag (Einwohnerzahlen auf Grundlage des Zensus 2011)
2. ↑  Bayerische Landesbibliothek Online